# یواس‌اس اشلند (ال‌اس‌دی-۱)
یواس‌اس اشلند (ال‌اس‌دی-۱) (به انگلیسی: USS Ashland (LSD-1)) یک کشتی بود که طول آن ۴۵۷ فوت ۹ اینچ (۱۳۹٫۵۲ متر) بود. این کشتی در سال ۱۹۴۲ ساخته شد.